# Campionats del món de ciclocròs de 2000
Els Campionats del món de ciclocròs de 2000 foren la 51a edició dels mundials de la modalitat de ciclocròs i es disputaren el 28 i 29 de gener de 2000 a Sint-Michielsgestel, Brabant del Nord, Països Baixos. Amb la novetat del Campionat femení, foren quatre les proves disputades.

## Resultats

### Homes
| Proves  | Or                  | Plata           | Bronze        |
| Elit    | Richard Groenendaal | Mario De Clercq | Sven Nys      |
| Sub-23  | Bart Wellens        | Tom Vannoppen   | Davy Commeyne |
| Júniors | Bart Aernouts       | Walker Ferguson | David Kášek   |

### Dones
| Prova | Or                | Plata           | Bronze               |
| Elit  | Hanka Kupfernagel | Louise Robinson | Daphny van den Brand |

## Classificacions

### Cursa masculina
| Pos. | Ciclista            | País          | Temps  |
| ---- | ------------------- | ------------- | ------ |
|      | Richard Groenendaal | Països Baixos | 59.57  |
|      | Mario de Clercq     | Bèlgica       | + 0.38 |
|      | Sven Nys            | Bèlgica       | + 0.42 |
| 4.   | Adrie van der Poel  | Països Baixos | + 1.18 |
| 5.   | Wim de Vos          | Països Baixos | + 1.50 |
| 6.   | Ben Berden          | Bèlgica       | + 2.08 |
| 7.   | Peter Van Santvliet | Bèlgica       | + 2.12 |
| 8.   | Gerben de Knegt     | Països Baixos | + 2.17 |
| 9.   | Daniele Pontoni     | Itàlia        | + 2.22 |
| 10.  | Dominique Arnould   | França        | + 2.23 |

### Cursa femenina
| Pos. | Ciclista             | País          | Temps  |
| ---- | -------------------- | ------------- | ------ |
|      | Hanka Kupfernagel    | Alemanya      | 42.10  |
|      | Louise Robinson      | Regne Unit    | + 0.57 |
|      | Daphny van den Brand | Països Baixos | + 1.16 |
| 4.   | Laurence Leboucher   | França        | + 2.03 |
| 5.   | Alison Dunlap        | Estats Units  | + 2.30 |
| 6.   | Corine Dorland       | Països Baixos | + 2.55 |
| 7.   | Alla Epifanova       | Rússia        | + 3.14 |
| 8.   | Carmen Richardson    | Estats Units  | + 3.15 |
| 9.   | Inge Velthuis        | Països Baixos | + 3.36 |
| 10.  | Chantal Daucourt     | Suïssa        | + 3.37 |

### Cursa masculina sub-23
| Pos. | Ciclista             | País          | Temps  |
| ---- | -------------------- | ------------- | ------ |
|      | Bart Wellens         | Bèlgica       | 53.32  |
|      | Tom Vannoppen        | Bèlgica       | + 0.44 |
|      | Davy Commeyne        | Bèlgica       | + 1.04 |
| 4.   | David Derepas        | França        | + 1.36 |
| 5.   | Camiel van den Bergh | Països Baixos | + 1.38 |
| 6.   | Steffen Weigold      | Alemanya      | + 1.39 |
| 7.   | Sven Vanthourenhout  | Bèlgica       | m.t.   |
| 8.   | Wilant van Gils      | Països Baixos | + 2.15 |
| 9.   | Thijs Volker         | Països Baixos | + 2.24 |
| 10.  | Roel van Houtum      | Països Baixos | + 2.29 |

### Cursa masculina júnior
| Pos. | Ciclista          | País          | Temps  |
| ---- | ----------------- | ------------- | ------ |
|      | Bart Aernouts     | Bèlgica       | 41.06  |
|      | Walker Ferguson   | Estats Units  | + 0.15 |
|      | David Kášek       | Txèquia       | + 0.47 |
| 4.   | Kenny van Hummel  | Països Baixos | m.t.   |
| 5.   | Pieter Ghyllebert | Bèlgica       | m.t.   |
| 6.   | Koen de Kort      | Països Baixos | m.t.   |
| 7.   | Vladimír Kyzivat  | Txèquia       | + 0.50 |
| 8.   | Sven Häussler     | Alemanya      | m.t.   |
| 9.   | Enrico Franzoi    | Itàlia        | + 0.51 |
| 10.  | Klaas Vantornout  | Bèlgica       | + 0.52 |

## Medaller
| Pos. | País          | Or | Plata | Bronze | Total |
| 1    | Bèlgica       | 2  | 2     | 2      | 6     |
| 2    | Països Baixos | 1  | 0     | 1      | 2     |
| 3    | Alemanya      | 1  | 0     | 0      | 1     |
| 4    | Regne Unit    | 0  | 1     | 0      | 1     |
| 4    | Estats Units  | 0  | 1     | 0      | 1     |
| 6    | Txèquia       | 0  | 0     | 1      | 1     |